# Caryomyia marginata
Caryomyia marginata är en tvåvingeart som beskrevs av Gagne 2008. Caryomyia marginata ingår i släktet Caryomyia och familjen gallmyggor. Inga underarter finns listade i Catalogue of Life.